# Mollisia lycopi
Mollisia lycopi är en svampart som beskrevs av Rehm 1881. Mollisia lycopi ingår i släktet Mollisia och familjen Dermateaceae.   Inga underarter finns listade i Catalogue of Life.